# René Laforgue
René Laforgue (n. 5 noiembrie 1894, Thann, Alsacia, Imperiul German –  d. 6 martie 1962, Paris) a fost un psihiatru și psihanalist francez. A studiat medicina la Berlin și a purtat corespondență cu Sigmund Freud. Este autorul mai multor cărți de psihoanaliză.

## Biografie
Născut în Alsacia, René Laforgue a fost mobilizat în armata germană în perioada 1914-1918. A studiat medicina la Berlin, dar și-a prezentat lucrarea de diplomă cu titlul „Afectivitatea în schizofrenie” în anul 1919 în Franța.
A lucrat cu Eugénie Sokolnicka, asistentă a lui Sigmund Freud în Franța. În 1923 a deschis primul cabinet medical de consultații psihanalitice în Franța, la spitalul Sainte-Anne, plasat sub conducerea științifică a lui Henri Claude. 
A fost unul din fondatorii revistei L'évolution psychiatrique (1925).
El a înființat împreună cu René Allendy și Édouard Pichon primele cercuri freudiene din Franța, care au stat la baza fondării în 1926 a Societății Psihanalitice din Paris, al cărei prim președinte a fost. A fondat în 1927 Revue française de psychanalyse, împreună cu, printre alții, Marie Bonaparte, Angelo Hesnard, Charles Odier și Raymond de Saussure.
El a corespondat cu Freud, a scris unele lucrări de referință, în special Psychopathologie de l'échec și a format numeroși psihanaliști printre care Jean Bergeret și Françoise Dolto.
A fost o personalitate de referință a psihanalizei franceze până în 1945, când a devenit o figură controversată din cauza raporturilor pe care le-a întreținut în timpul războiului cu Matthias Göring (psihiatru german care a militat împotriva „psihanalizei evreiești” și văr al lui Hermann Göring): între 1940 și 1942 Laforgue a dorit arianizarea totală a profesiilor psihoterapeutice franceze, adică înlăturarea evreilor și eliminarea influenței evreiești în plan ideologic. În primăvara anului 1946, el a fost achitat într-un proces de epurare a membrilor Consiliului Ordinului Psihiatric din Paris. A colaborat în același an la revista Psyché a lui Maryse Choisy. În 1953 a părăsit Societatea Psihanalitică din Paris, alăturându-se Societății Franceze de Psihanaliză. În 1956 s-a stabilit la Casablanca unde a fondat l'Institut de psychanalyse de Casablanca. A fost interesat o perioadă de neopsihanaliză.
A fost decorat cu Legiunea de Onoare în 1953. A murit la 6 martie 1962 în Paris.

## Opere publicate
- Clinique psychanalytique : conférences faites à l'institut de psychanalyse de Paris, Bibliothèque des Introuvables, 2005, ISBN: 2845752210
- Psychopathologie de l'échec, Guy Trédaniel, coll. « Les Œuvres du Dr René Laforgue », 1990, ISBN: 2857076037
- Aperçu de l'historique du mouvement psychanalytique en France (1925) și À propos de l'aperçu de l'historique du mouvement psychanalytique en France (1927) (ambele scrise în colaborare cu Angelo Hesnard) reed.: in l'Évolution psychiatrique, 2007, nr. 72 ISBN: 2842998981
- La Psychanalyse et les névroses (în colaborare cu René Allendy, prefață de Henri Claude). Payot, 1924.
- Relativité de la réalité
- L'Échec de Baudelaire
- Au-delà du scientisme
- Les Processus d'Auto-punition (în colaborare cu Angelo Hesnard), Denoël et Steele, Paris, 1931, 83 pp.